# Bimbo (gíria)
Bimbo é uma gíria para uma mulher convencionalmente atraente, sexualizada, ingênua e sem inteligência. O termo foi originalmente usado nos Estados Unidos desde 1919 para um homem não inteligente ou brutal.
Desde o início do século XXI, a aparência "estereotipada bimbo" tornou-se a de uma mulher bruta e estúpida e atraente, geralmente loira e com uma figura curvilínea e seios grandes, possivelmente usando maquiagem pesada e roupas provocantes. Também está associado ao estereótipo de "a loira burra ".

## História
A palavra bimbo deriva-se do italiano bimbo, um termo de gênero masculino que significa "bebê (masculino)" ou "criança jovem (masculino)" (a forma feminina da palavra italiana é bimba). O uso desse termo começou nos Estados Unidos em 1919 e era uma gíria usada para descrever um homem não inteligente ou brutal, como em português.
Em 1920, Frank Crumit, Billy Jones, e Aileen Stanley todas as versões gravadas de "My Little Bimbo Down on the Isle de bambu", com escritos de Grant Clarke e música de Walter Donaldson, em que o termo "bimbo" é usado descrever uma garota da ilha de virtude questionável. Osilent film de 1929 , Desert Nights, descreve uma vigarista rica como uma boba e, na Broadway Melody, uma irritada Bessie Love chama uma garota do coro de bimbo. O primeiro uso de seu significado feminino citado no Oxford English Dictionary é datado de 1929, da revista acadêmica American Speech, onde a definição foi dada simplesmente como "uma mulher".
Na década de 1940, bimbo ainda estava sendo usado para se referir a homens e mulheres, como, por exemplo, no romance em quadrinhos Full Moon, de PG Wodehouse, que escreveu sobre "bimbos que andavam por aí dando passadas em garotas inocentes depois de descartar suas esposas como tubos velhos de pasta de dente ".
O termo desapareceu novamente por boa parte do século XX, até que se tornou popular novamente na década de 1980, com escândalos políticos. Quando a bimbo começou a ser cada vez mais usada pelas mulheres, começaram a surgir variações exclusivamente masculinas da palavra, como mimbo e himbo, uma retroformação de bimbo, que se refere a um homem atraente, mas não inteligente.
O termo às vezes é associado a mulheres ou homens que pintam os cabelos de loiro, indicando que a atratividade física é mais importante para eles do que outros traços não físicos e como uma extensão do estereótipo "a loira burra ".

## Uso na cultura popular

### Música
- Em 1953, Jim Reeves gravou a música " Bimbo ".
- Em 1997, a banda dinamarquesa Aqua usou a palavra bimbo em seu grande sucesso " Barbie Girl ", usando também o arquétipo loiro burro ("Eu sou uma garota bimbo loira".) Foi observado pela Mattel no conflito legal contra a Aqua e sua gravadora pela representação da popular boneca Barbie.[10]
- Em 2001, a banda sueca de pop rock Lambretta lançou uma música chamada "Bimbo".
- Em 2012, Bridgit Mendler usou a palavra bimbo na música "Forgot to Laugh".
- Em 2012, o Every Time I Die lançou uma música chamada "Underwater Bimbos from Outer Space".

### Internet
- Um jogo de concurso de beleza chamado Miss Bimbo é um jogo online no qual os jogadores tentam usar personagens virtuais para ganhar concursos, ganhar pontos de QI e impressionar meninos virtuais, através de reformas, roupas, exercícios e compra de operações como facelifts e implantes mamários. Embora o jogo em si não promova essas atividades na vida real e muitas vezes seja visto como uma paródia, ele recebeu julgamentos na mídia especialmente na Europa.[11]

### Televisão
- O termo "'mimbo", que significa bimbo masculino, foi cunhado pela primeira vez no episódio "The Stall" da comédia americana Seinfeld.[12] no contexto do namorado de Elaine Benes, Tony (Dan Cortese).
- No episódio "A Tempestade" da segunda temporada de O Incrível Mundo de Gumball, Gumball diz a Carmen que ele não é um "bimbo barato e confiável". No entanto, apenas nos Estados Unidos a dublagem foi substituída por "covarde", apesar das legendas ocultas que a expuseram.

### Política
Na política americana, a palavra foi usada nos anos 90 durante as alegações de má conduta sexual de Bill Clinton, levando à invenção do termo  "Febre de Bimbo" para se referir a escândalos sexuais. A expressão também foi usada em um relatório de 2014 no qual Colin Powell explicou sua relutância em votar em Hillary Clinton à luz dos contínuos casos de seu marido com "bimbos".
Após o primeiro debate presidencial republicano de 2015, Donald Trump retweetou uma mensagem chamando o moderador do debate e a apresentadora da Fox News, Megyn Kelly, uma "bimbo" via Twitter. Isso aconteceu depois que Kelly fez a Trump uma pergunta que referenciava seu programa de televisão The Apprentice desde a temporada 6 em 2005. Logo depois, Stephen Richter, do The Globalist, publicou um artigo de opinião no qual acusava Trump de ser um bimbo, observando a definição original de bimbo como 'um homem não inteligente ou brutal'.

## Adendos
- Uma bimbo é uma mulher que não é bonita como uma modelo, não é inteligente o suficiente para ser atriz e não é gentil o suficiente para ser uma cobra venenosa. - PJ O'Rourke
- · 2004: Fey [...] faz mal com os processos de pensamento de uma boba de raça pura - The New Yorker, 10 de maio de 2004.

(pessoa estúpida ou tola):
- Ela é a primeira boneca a provar que você pode ser sexual e bonita, mas não uma boba.[17]
- 1960, PG Wodehouse, Jeeves in the Offing, capítulo III:

E era preciso lembrar que a maioria dos bimbos a quem Roberta Wickham vinha "dando o mole" ao longo dos anos era do tipo caçando, atirando e pescando, companheiros que mais ou menos dispararam após dizer 'Eh, o que?' e batendo na perna com uma colheita de caça.
- · 1960, PG Wodehouse, Jeeves in the Offing, capítulo XIII:

Ele não é o idiota que tirou o pão da boca do pessoal do Thursday Review? Jogue o maldito fora da janela e queremos vê-lo saltar.

### Regional
- Patricinha e Essex girl carregam conotações semelhantes a uma jovem bimbo ou "bimbette", mas não são sinônimos.
- Kogal ou, mais corretamente, kogyaru e ganguro carregam conotações semelhantes às de uma versão japonesa de uma "patricinha" ou bimbo.
- Barbie é a palavra equivalente para Bimbo em muitos países hispânicos.
- Em alemão, Bimbo também é uma expressão racista para pessoas com pele escura.